# Xian de Yanchang
Le xian de Yanchang (延长县 ; pinyin : Yáncháng Xiàn) est un district administratif de la province du Shaanxi en Chine. Il est placé sous la juridiction de la ville-préfecture de Yan'an.

## Démographie
La population du district était de 137 833 habitants en 1999.